# Mangareva (språk)
Mangavera (eget namn Reo Magareva) är ett hotat polynesiskt språk som talas i Mangarevaön, i Franska Polynesien.
Mangarevas närmaste släktspråk är bl.a. maori och hawaiiska. Likheter med maori stammar från det att franska missionärer använde maorier som tolkar då de började sprida kristendomen bland mangarevatalarna. Språket har också påverkats av tahitiska, som har fler talare än alla andra ursprungsspråk i Franska Polynesien.
Antal talare är högst 400. Största delen av dem talar också tahitiska och läskunnighet är relativt låg. Det finns revitaliseringsförsök i Franska Polynesien men också utomlands. Språket används i radioprogram och undervisas på lågstadienivån.
Mangareva skrivs med latinska alfabetet. Endast enstaka delar av Bibeln har översatts till mangareva.

## Fonologi

### Vokaler
|              | Främre | Central | Bakre |
| ------------ | ------ | ------- | ----- |
| Sluten       | i      |         | u     |
| Mellansluten | e      |         | o     |
| Öppen        |        | a       |       |

Källa:

### Konsonanter
|           | Labial | Alveolar | Velar | Glottal |
| --------- | ------ | -------- | ----- | ------- |
| Nasal     | m      | n        | ŋ     |         |
| Klusil    | p      | t        | k     | ʔ       |
| Frikativ  | v      |          |       |         |
| Tremulant |        | r        |       |         |

Källa: